# Quatro Livros

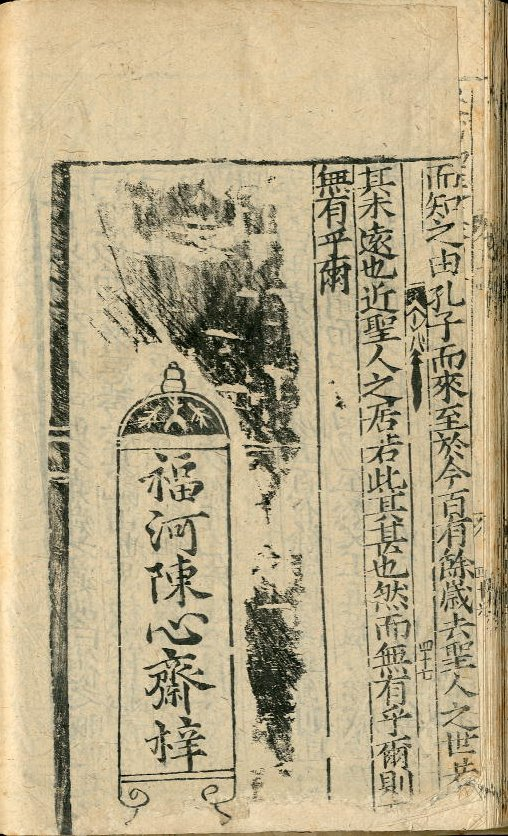
Psicologizei todo mundo

Os Quatro Livros (chinês tradicional: 四書, chinês simplificado: 四书, pinyin: Sì Shū) do Confucionismo (não confundir com o Quatro Grandes Romances Clássicos da literatura chinesa) são textos clássicos chineses que Zhu Xi seleccionou, na dinastia Song, como uma introdução ao confucionismo.
Estes Quatro Livros são:
- "O Grande Ensino" ou "O Grande Aprendizado" (大學, Dà Xué);
- "A Doutrina do Meio" (中庸, Zhōng Yóng);
- "Analectos de Confúcio" (論語, Lùn Yǔ);
- "Mêncio" (孟子, Mèng Zǐ).

Os Quatro Livros formam, nas dinastias Ming e Qing, o núcleo do currículo oficial para os exames imperiais do serviço civil.